# Vladimir Guerrero
Artikeln följer den spanska namnseden; faderns efternamn är Guerrero och moderns efternamn Alvino.
Vladimir Guerrero Alvino, född den 9 februari 1975 i Nizao, är en dominikansk före detta professionell basebollspelare som spelade 16 säsonger i Major League Baseball (MLB) 1996–2011. Guerrero var främst rightfielder, men var även designated hitter.
Guerrero spelade för Montreal Expos (1996–2003), Anaheim Angels/Los Angeles Angels of Anaheim (2004–2009), Texas Rangers (2010) och Baltimore Orioles (2011).

## Karriär
Guerrero växte upp i Dominikanska republiken och började spela baseboll vid fem års ålder. När han var 18 år gammal 1993 försökte han få kontrakt med någon MLB-klubb, vilka alla hade anläggningar i landet. Efter korta perioder med Los Angeles Dodgers och New York Yankees var det Montreal Expos som skrev kontrakt med honom efter en imponerande provspelning. Guerreros namnteckning kostade Expos bara 10 000 dollar och det har kallats ett av de bästa kontrakten i MLB:s historia.

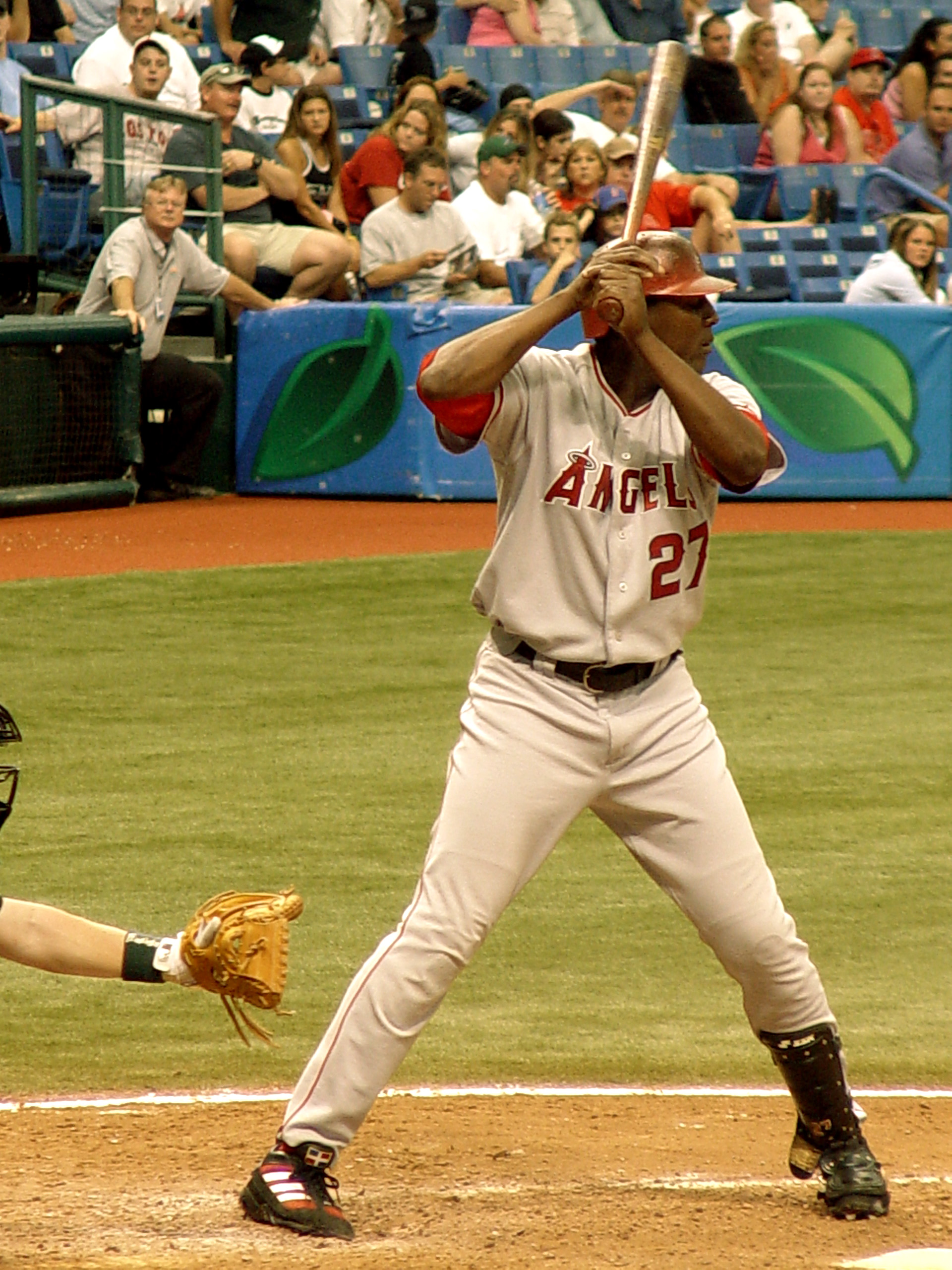
Guerrero i Los Angeles Angels of Anaheims dräkt 2005.

Guerrero ansågs under 2000-talet vara en av de bästa spelarna i MLB för sin kombination av styrka och snabbhet. Han utsågs till mest värdefulla spelare (MVP) i American League 2004, togs ut till nio all star-matcher och vann åtta Silver Slugger Awards. I en undersökning bland MLB:s tränare 2008 ansågs han vara en av de mest fruktade slagmännen och i linje med det är han femma i MLB:s historia avseende avsiktliga walks (250). Han slog dock inte bara många homeruns, han hade också många assists till bränningar från outfield tack vare sin starka och träffsäkra kastarm och stal dessutom många baser. Under de senare säsongerna i karriären tappade Guerrero dock i snabbhet och spelade mest som designated hitter.
Guerrero var också känd för sin förmåga att träffa bollar långt utanför strikezonen. 2009 träffade han en boll trots att den studsade i marken innan han träffade den.
I september 2011 satte Guerrero nytt rekord i hits i MLB för spelare från Dominikanska republiken när han slog sin 2 587:e hit. Rekordet slogs 2014 av Adrián Beltré.
Efter 2011 års säsong dröjde det till maj 2012 innan Guerrero lyckades skriva kontrakt med en klubb i MLB. Det var Toronto Blue Jays som skrev ett minor league-kontrakt med honom. Efter några matcher för två av Blue Jays farmarklubbar, då det stod klart att Blue Jays inte tänkte befordra honom inom den närmaste tiden, blev Guerrero på egen begäran löst från kontraktet och blev därmed free agent.
I april 2013 skrev Guerrero på för Long Island Ducks i Atlantic League, en proffsliga som inte är förbunden med MLB. Han spelade dock aldrig några matcher för klubben.
I september 2013 meddelade Guerrero att han avslutade karriären och spekulationer om hans framtida inträde i National Baseball Hall of Fame började direkt. I samband med Angels första match för säsongen 2014 skrev Guerrero på ett symboliskt endagskontrakt och blev firad av klubben.

## Efter karriären
2017, när det för första gången gick att rösta på Guerrero till National Baseball Hall of Fame, fick han 71,7 % av rösterna, inte långt från de 75 % som krävdes. På andra försöket, 2018, gick det bättre och Guerrero blev invald med 92,9 % av rösterna. Han blev därmed den tredje dominikanska spelaren att bli invald i National Baseball Hall of Fame efter Juan Marichal och Pedro Martínez, och den första icke-pitchern.

## Privatliv
Guerreros son Vladimir Guerrero Jr är en stor basebolltalang som tidigt spåddes en lysande framtid. Han debuterade i MLB 2019 och togs ut till MLB:s all star-match två år senare. Guerrero och hans son blev samma år den andra far-son-duon i MLB:s historia där båda haft åtminstone en säsong med åtminstone 40 homeruns. De första var Cecil och Prince Fielder.
Guerrero är yngre bror till Wilton Guerrero och släkt med Gabriel Guerrero.